# Bitva u Abrittu
Bitva u Abrittu se odehrála v červnu 251 v provincii Dolní Moesie, v niž se střetly římské legie vedené císařem Deciem s Góty a Skyty vedenými germánským vůdcem Knivou. Bitva skončila porážkou římského vojska, v níž padl císař Decius i jeho syn Herennius Etruscus, čímž se stal prvním římským císařem, který padl v boji s cizím nepřítelem. Porážka v této bitvě symbolizuje počátek období politické a vojenské krize v římské říši, ačkoli její příznaky se objevovaly již v předcházejících desetiletích.

## Předchozí vývoj
Od konce 30. let 3. století docházelo v oblasti dolního Dunaje k pohybům barbarů, zejména Gótů a Karpů, útočících ze severního břehu řeky na římské území. Poté, co germánští Gótové v roce 238 vyplenili na břehu Černého moře město Histria, císař Maximinus Thrax se pokusil odvrátit hrozbu jejich vpádu do balkánských provincií říše vyplácením pravidelného ročního poplatku. Přechodná stabilita pominula koncem roku 243, kdy Karpové obnovili své nájezdy. Císař Philippus Arabs nad nimi po několika letech válčení dosáhl vítězství a krátce nato přestal odvádět platby Gótům. Konflikt s Karpy znatelně oslabil obranu římské Dácie a okolních provincií. Nedlouho po Philippově návratu do Říma došlo navíc v Panonii k uzurpaci Pacatiana. Povstání sice záhy skončilo, když uzurpátora zavraždili vlastní vojáci. Celkově neklidné situace ale využili Gótové, nespokojení se zastavením finanční podpory, a v roce 248 napadli Moesii. Philippus na to zareagoval pověřením senátora Decia velením na Balkáně. Decius obnovil poměry zjitřené Pacatianovou revoltou a zatlačil barbary zpět za Dunaj. Pod vlivem těchto úspěchů ho vojáci, údajně proti jeho vůli, prohlásili za císaře. Vzbouřený Decius vyrazil následně s vojskem do Itálie, kde zřejmě v září 249 přemohl Philippa a zmocnil se trůnu.
Přesnou chronologii dalšího vývoje událostí lze rekonstruovat jen s velkými obtížemi. Nesvornost mezi Římany podnítila Karpy k útoku do Dácie a Moesie, k němuž došlo nejspíš na jaře 250. Zhruba v téže době podnikly dvě skupiny Gótů, v čele s Knivou, rozsáhlý vpád do Dolní Moesie. Tuto invazní sílu patrně netvořili jenom Gótové, přičemž nelze vyloučit, že se mohlo jednat o širší koalici kmenů. Její identifikaci ztěžuje skutečnost, že soudobý historik Dexippos, popisující průběh těchto válek, užíval pro označení barbarů sídlících na sever od dolního Dunaje archaizujícího termínu Skytové (Skythai). Zdá se tedy pravděpodobné, že útočníci sestávali i z příslušníků jiných kmenů, jako byli Bastarnové, Taifalové, vandalští Hasdingové a Karpové. Jméno jejich vůdce je však nepochybně gótského původu.
Jedna část Knivova vojska, vedená zřejmě náčelníky Argaithem a Guntherichem, neúspěšně oblehla město Marcianopolis, metropoli Dolní Moesie. Poté zamířili na jih do Thrákie, kde sevřeli město Philippopolis (dnešní Plovdiv). Kniva s jádrem vojska zatím překonal Dunaj u města Oescus, odkud vyrazil k Novae (Svištov). Tam ho odrazil místodržitel provincie Trebonianus Gallus, načež se Gótové vydali jižním směrem k městu Nicopolis. Decius se nejprve obrátil proti Karpům a v závěru léta 250 je vypudil z Dácie. Potom vytáhl proti Knivovi, který před ním ustoupil dále na jih k pohoří Haemus. Císař ho pronásledoval přes průsmyk Šipka. Když se zastavil u města Beroea (Stara Zagora), Kniva Římany neočekávaně napadl a přivodil jim těžké ztráty. Římské vojsko dočasně vyklidilo území na jih od Haemu a stáhlo se zpět k Oesku, kde strávilo zimu. Kniva přitáhl k obležené Philippopoli, jež se po Deciově porážce u Beroje ocitla v bezvýchodné situaci. Místní velitel, thrácký místodržitel Titus Julius Priscus, se prohlásil za císaře a chtěl se s Góty dohodnout. Zřejmě ve snaze zabránit krveprolití jim v létě 251 Philippopolis vydal. Jakmile však Gótové vstoupili do města, zmasakrovali tisíce jeho obyvatel a vojáků. Ostatní, včetně řady senátorů, odvedli do zajetí. Nato se obtíženi kořistí vydali na severovýchod, zpět do svých domovů. Decius mezitím reorganizoval svoji armádu a v doprovodu syna Herennia Etruska a Treboniana Galla vytáhl podél Dunaje vstříc pomalu ustupujícím Gótům.

## Průběh bitvy

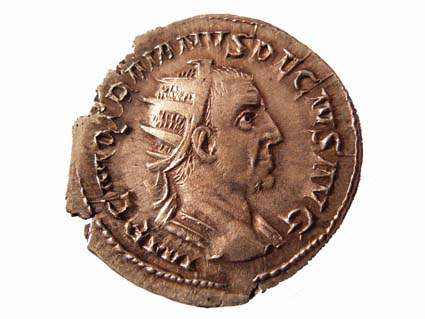
Deciova mince

Patrně v červnu 251 Římané narazili na Góty v čele s Knivou u města Abrittus. Gótský vůdce rozdělil své síly do tří částí, z nichž jednu rozestavil na místě chráněném bažinou. Jordanes a Aurelius Victor tvrdí, že Herennius Etruscus před zahájením bitvy zahynul v potyčce, při níž ho zasáhl nepřátelský šíp. Zarmoucený Decius se prý pokusil povzbudit morálku svých mužů slovy: „Nikdo ať netruchlí, záhubou jednoho vojáka není stát poškozen.“ Jiné prameny uvádí, že Herennius padl společně s otcem.
Knivovi se podařilo vlákat Římany do bažinatého a zrádného terénu. Decius nejprve přemohl čelo nepřátel a zahnal na útěk i další skupinu Gótů. Když se je vydal pronásledovat, ocitl se se svými vojáky v bažině, načež se na ně vrhli Gótové. Nastalému masakru padla za oběť značná část římského vojska. Sám Decius přišel při této katastrofě o život a jeho tělo se nepodařilo nikdy najít.
Pohanský historik Zósimos popisuje císařovy poslední okamžiky následovně:
„Decius postupoval dopředu, aniž prozkoumal terén, uvázl však v bažině s celým svým vojskem a zahrnut deštěm střel ze strany nepřátel, zahynul společně se svými vojáky, z nichž se nepodařilo nikomu se zachránit. Tak tedy skončil vynikající císař Decius.“
Církevní otec Lactantius líčí okolnosti císařovy smrti vzhledem k jeho pronásledování křesťanů o poznání méně příznivě:
„… byl okamžitě obklíčen barbary a poražen s velkou částí svého vojska. Nedostalo se mu ani řádného pohřbu. Byl svlečen do naha a ponechán napospas divé zvěři a jako potrava ptákům, tak jak si to zaslouží nepřítel Boha.“

## Důsledky
Trebonianus Gallus jen s velkými obtížemi zachránil to, co zbylo z armády. Otřesené legie ho vzápětí provolaly císařem. Dexippos mu nicméně vytýká, že se dopustil zrady vůči Deciovi, protože se měl spiknout s Góty a nechat císaře vlákat do pasti. Tato obvinění nejsou ale považována za věrohodná, neboť lze stěží předpokládat, že by poražené vojsko prohlásilo za císaře strůjce své pohromy. Gallus nadto po návratu do Itálie adoptoval Deciova mladšího syna Hostiliana. Ihned po získání trůnu uzavřel s vítěznými Góty dohodu, na základě níž se jim zavázal vyplácet vysoký roční tribut. Zároveň jim dovolil, aby se svou kořistí a obrovským zástupem zajatců odtáhli za Dunaj. Třebaže prameny přičítají Gallovi vinu za tuto ponižující smlouvu, někteří moderní badatelé spatřují pochybení na straně Decia. Sled pohrom na Balkáně, utrpěných za jeho panování, narušil rovnováhu sil na hranicích impéria. Počínající krizi říše dále prohlubovala devastující epidemie moru a nejistá situace ve východních provinciích, ohrožovaných agresivní sásánovskou Persií.

### Prameny
- AMMIANUS MARCELLINUS. Dějiny římské říše za soumraku antiky. Praha : Arista : Baset, 2002. ISBN 80-86410-26-9
- SEXTUS AURELIUS VICTOR. Kniha o císařích v Řím po Marku Aureliovi. Praha: Svoboda, 1975
- JORDANES. Gótské dějiny; Římské dějiny. Praha: Argo, 2012 ISBN 978-80-257-0744-9
- ZOSIMOS. Stesky posledního Římana. Praha: Odeon, 1983